# Massacre de Tulle
O massacre de Tulle é um conjunto de crimes cometidos na cidade de Tulle pela 2.ª Divisão SS Das Reich em 9 de junho de 1944, três dias após os Desembarques da Normandia. Após uma ofensiva do FTP em 7 e 8 de junho de 1944, durante a qual tropas alemãs assassinaram dezoito guarda-corpos, a chegada de elementos do "Das Reich" forçou os guerrilheiros a evacuar a cidade. Em 9 de junho de 1944, depois de prender homens de 16 a 60 anos, as SS e membros do Sipo-SD condenam 120 habitantes de Tulle a serem enforcados, 99 dos quais foram realmente torturados. Nos dias que se seguiram, 149 homens foram deportados para Dachau, onde 101 morreram. No total, os crimes da Wehrmacht, Waffen-SS e Sipo-SD fazem 218 vítimas civis em Tulle.